# لیک آو د وودز (کالیفرنیا)
لیک آو د وودز (به انگلیسی: Lake of the Woods) یک منطقهٔ مسکونی در ایالات متحده آمریکا است که در شهرستان کرن، کالیفرنیا واقع شده‌است. لیک آو د وودز ۹٫۱۲۵ کیلومتر مربع مساحت و ۹۱۷ نفر جمعیت دارد و ۱٬۵۶۱ متر بالاتر از سطح دریا واقع شده‌است.